# داء البول القيقبي
هو خلل وراثي في الجينات فالجسم لا يستطيع تكسير أجزاء عديدة من البروتين أثناء عملية الأيض. إن الشخص المصاب بهذا المرض لا يستطيع استخدام بعض مكونات من البروتين (بعض  الأحماض الأمينية) وهي الليوسين والايزوليوسين و الفالين . وهذه الأحماض هامة للنمو والتطور ولكن تناولها بكثرة يمكن أن يحدث تراكم هذه المواد الكيميائية في الدم.
يصاب 1 من 180000 طفل يولد مصاب به.
في أغلب الحالات الحادة من هذا المرض يمكن أن يحدث ضرر للدماغ أثناء حدوث إجهاد للدماغ. مثل الالتهابات وارتفاع درجة الحرارة، أو عدم الأكل لوقت طويل. وهو مرض يهدد حياة الشخص إن لم يعالج.

## الأعراض
تبدأ الأعراض في الظهور للمواليد بعد الولادة ب3 إلى 4 أيام. ومن أعراضه الامتناع عن الطعام، الغيبوبة، صعوبة في تناول الطعام صرع، رائحة اليوريا مثل رائحة شراب القيقب والتقيوء، والخمول.

## مضاعفات محتملة
الغيبوبة ، الوفاة ، ضرر في الأعصاب

## التشخيص والاختبارات
- Plasma amino acid test
- Urine amino acid test
- ظهور الكيتون في البول
- حموضة في الدم ( ارتفاع مستواه في الدم)

## العلاج
1. تحديد المتناول من الأحماض الامينية الثلاثة المحددة في كل الأطعمة والمشروبات ، استخدام أغذية للأطفال الرضع الخاصة بهم.
2. إذا كان المستوى من هذه الأحماض الامينية مرتفع يجب التعامل في هذه الحالة ببعض المحاليل الوريدية الطبية الخاصة.
3. أخذ الكفاية من الطاقة الناتجة من الكربوهيدرات والدهون
4. تناول كميات قليلة من الحليب لاحتوائه على هذه الأحماض ومنع تناول البيض و اللحوم والمكسرات ومنتجات الألبان.
5. إذا احتاج الوضع لغسيل دموي يجب الانتباه لكمية السوائل والبروتين والالكتوليتات بشكل دقيق.

## الوقاية
بعمل التحاليل الخاصة بهذا المرض للمواليد الجدد إن وجد تاريخ عائلي بالإصابة بهذا المرض.

## اقرأ أيضاً
- حمضي المالونيك والميثيل مالونيك في البول (CMAMMA)
- حمض ميثيل مالونيك
- احمضاض دم بروبيونيكي